# Вишеньківська сільська рада (Хмільницький район)
| Вишеньківська сільська рада — колишній орган місцевого самоврядування у Хмільницькому районі Вінницької області з адміністративним центром у с. Вишенька. Сільській раді були підпорядковані населені пункти: - с. Вишенька - с. Малий Острожок - с. Червоний Степ |

## Склад ради
Рада складалася з 14 депутатів та голови.

## Керівний склад сільської ради
| ПІБ                          | Основні відомості                                                         | Дата обрання | Дата звільнення |
| ---------------------------- | ------------------------------------------------------------------------- | ------------ | --------------- |
| Кирилюк Олександр Степанович | Сільський голова, 1963 року народження, освіта, безпартійний              | 26.03.2006   | 31.10.2010      |
| Кирилюк Олександр Степанович | Сільський голова, 1963 року народження, освіта вища, член Партії регіонів | 31.10.2010   |                 |

Примітка: таблиця складена за даними джерела